# Paolo Narduzzi
Paolo Narduzzi (Venezia, 3 giugno 1932) è un ex schermidore italiano, specializzato nella sciabola. Ha vinto una medaglia d'argento ai Campionati mondiali di scherma.

## Biografia
È fratello di Luigi Narduzzi.

## Carriera
Nel 1953 arriva secondo nel Campionato mondiale di scherma giovanile di Parigi. Nel 1955 vince l'oro ai Giochi del Mediterraneo del 1955 a Barcellona. Nel 1959 vince il suo secondo oro ai Campionati Italiani assoluti a Livorno. Nel 1958, nel 1959, nel 1962 e nel 1965, partecipa al Campionato mondiale di scherma, arrivando secondo nell'edizione del 1965.

## Palmarès
Mondiali
A squadre
- Argento nella sciabola a Parigi 1965

Giochi del Mediterraneo
A squadre
- Oro nella sciabola a Barcellona 1955

Altri risultati
Mondiali giovani
Individuale
- Oro nella sciabola a Cremona 1952
- Argento nella sciabola a Parigi 1953

Campionati italiani assoluti di scherma
Individuale
- Oro nella sciabola nel 1959